# 井田勝也
井田 勝也（いだ かつや、1990年3月7日 - ）は、東海ラジオの社員でアナウンサー。一部の番組ではプロデューサーを務めていた。

## 来歴・人物
佐賀県神埼市出身。東明館高等学校、京都大学卒業。2013年、東海ラジオに入社。同期入社は前野沙織。前野が大学卒業後にフリーター生活を送っていたため、井田と年齢差が3歳ある（前野は1987年生まれ）。
東海ラジオでの男性アナウンサーの採用は2009年の福本晋悟（2011年に毎日放送へ移籍）以来となる。
入社後数年間はバラエティ番組やニュースなどを中心に活動していたが、2017年6月後半から『東海ラジオ ガッツナイター』でのベンチレポートなどを担当するようになった（ただし2018年シーズン以降は担当せず）。
2018年4月のナイターシーズンインに伴う改編で、東海ラジオが新たに立ち上げるプロジェクト「歌謡曲主義」の旗艦番組となる『井田・三丘（羽山）の歌謡曲主義』（土曜）のパーソナリティを担当することとなった。。
2020年10月からは、アナウンサーとしての活動と並行しながら、『アンダーポイントのまっぴるま!』でプロデューサーを務めていた。
2022年12月より、東京支社営業部に異動となることが、同年11月23日の『Live Dragons!』放送内で発表された。

## 過去の担当番組
- 井田・三丘（羽山）の歌謡曲主義→井田・三丘（工藤）の歌謡曲主義（2018年4月7日 - ）
- 高校ラジオクラブ
- 中日新聞ニュース（定時）
- 東海ラジオ天気予報（定時）
- アンダーポイントのまっぴるま!（プロデューサー専任）
- 井田勝也のドラゴンズステーション（月曜パーソナリティ、2020年4月 - 9月21日）
- 深谷里奈の年リク!!（イジられ隊員）→井田勝也の年リク!!
- ジェイムスのやるときはやるJ!
- 井田だって・・・
- No idea!?〜モリかイダ〜
- カウントダウン3・2・1!!!シリーズ
  - SKE48 ねねの!カウントダウン 3・2・1!!!（2016年10月 - 2017年9月）リポーター
  - 井田・なかしの! カウントダウン 3・2・1!!!（2017年10月 - 2018年3月）パーソナリティ
- DEEP in TOKAI（火・木曜担当、2017年10月 - 2018年3月）
- 歌謡曲主義 26時の歌謡曲（火曜担当）（2018年10月2日 - 2019年9月24日）
- はーさん! ねねの! すんどめ! - 公開生放送でパーソナリティ不在時のスタジオ進行
- 東海ラジオ ガッツナイター（ベンチリポート、2017年のみ）
- コレクターズ・サロン「音楽堂」（2018年10月6日 - ）
- 井田勝也 週間Voice
- 東海ラジオ防災特番 逃げるが一番役に立つ（2017年9月3日 14:00 - 15:00、プロデューサー）[6]
- 井田だけの歌謡曲主義～カラオケ選手権スペシャル〜（2019年11月18日 3:15 - 5:00、2019年12月1日 3:00 - 5:00）